# Niżnie Rzędy Bielskie

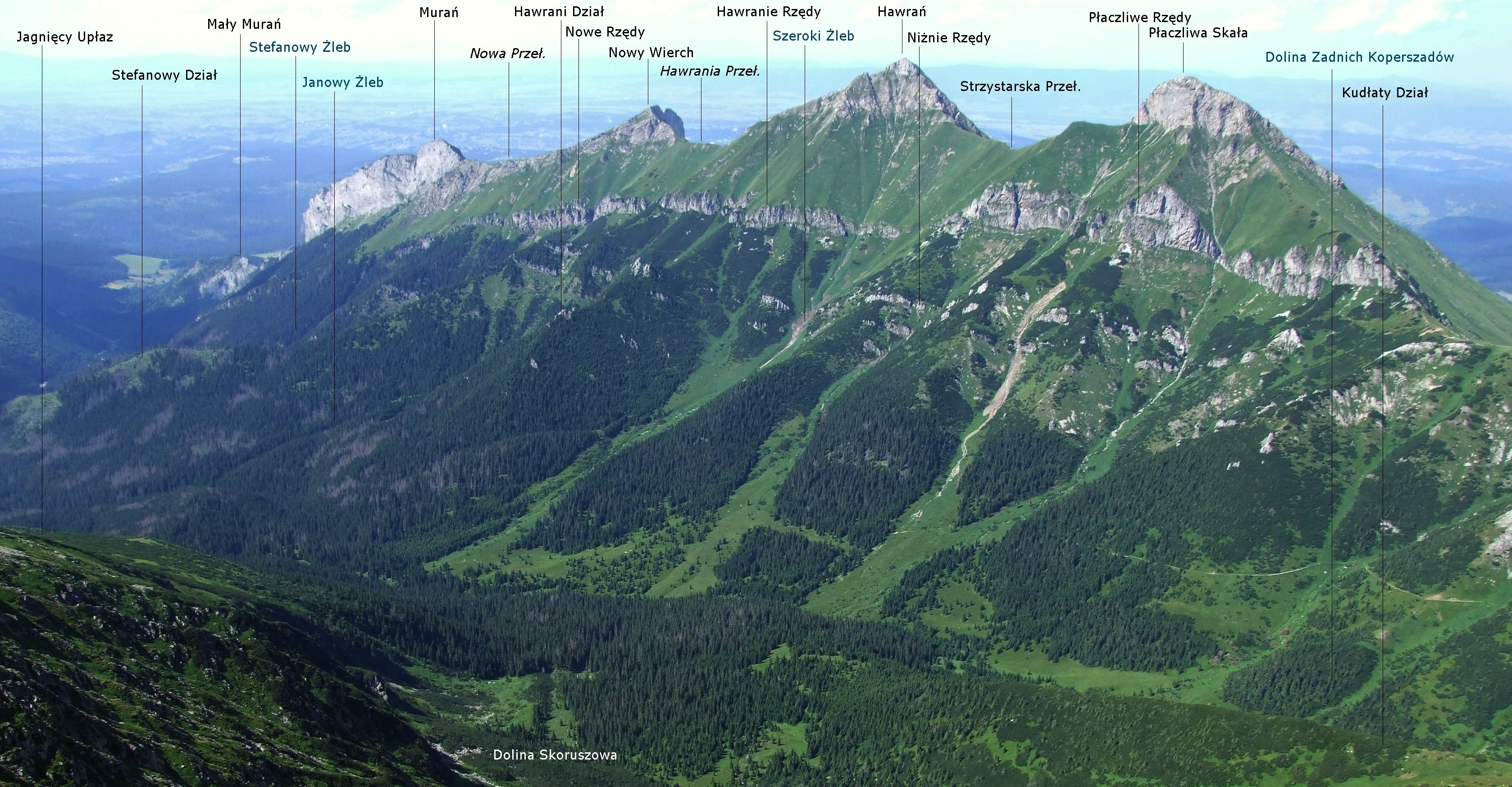
Widok z Jagnięcego Szczytu

Niżnie Rzędy – pas skał na południowych stokach Tatr Bielskich. Zbudowane są z triasowych dolomitów i ciągną się od Stefanowego Działu po Płaczliwą Skałę. 
Niżnie Rzędy są słabo zaznaczone w terenie. Dużo lepiej od nich widoczny jest położony powyżej nich dłuższy i wyższy pas skał. Są to Wyżnie Rzędy. Obydwa pasy nie są ciągłe; przecięte są wieloma żlebami opadającymi spod szczytów i przełęczy Tatr Bielskich do Doliny Zadnich Koperszadów i Doliny Jaworowej.
Nazwa Rzędy występuje jeszcze w innych miejscach w Tatrach.